# Канюк, Сергей Иванович
Сергей Иванович Канюк (Канюка) (15 июля 1880 — 15 марта 1945) — советский и украинский общественный деятель, писатель, педагог, публицист.
Использовал псевдонимы и криптонимы Кс. Недоленко, К. Юнак, С. Аннюта.

## Биография
Отец — лесничий — умер в 1882 году, мать — Канюк Зиновия, крестьянка, народная поэтесса, воспитывала семерых детей.
Учился в Кицманской школе. В 1900 году окончил учительскую семинарию, работал учителем в Вашковецкому уезде. В 1910 году стал школьным инспектором в Вашковцах — рекомендовал его Осип Маковей. Работал журналистом. Дружил с Владимиром Кобылянским, Дмитрием Макогоном, Иваном Синюком, Евгенией Ярошинской.
Во времена распада Австро-Венгерской империи выступал за воссоединение Буковины с УНР. В 1918 году стал одним из организаторов Компартии Буковины, председателем её первого ЦК. При его участии создавались партийные ячейки в буковинских селёх и городках. Редактор газет «Воля народа» — в 1919—1920 годах, в 1921 году — «Община». В марте 1921 года был делегатом от Буковины на Ясской конференции. В 1921 году в Черновцах подготовил и тайно издал «Песенник рабочих». Преследовался румынской властью, подвергался арестам. В 1922 году нелегально эмигрировал в СССР. Работал в Наркомате образования, в Харьковской центральной библиотеке.
В конце апреля 1934 года он был арестован, обвинён в «ведении вредной работы в системе Наркомата образования, приготовлении террористического акта против центрального руководства на Украине» и в поддержании регулярной связи со своим сыном, «который руководил фашистской молодёжной организацией на Буковине». 25 мая 1934 года осуждён на десять лет лишения свободы, находился в местах заключения в Сибири. Находился в лагере даже после формального окончания срока наказания. Умер 13 марта 1945 года, не дождавшись освобождения. Реабилитирован в 1964 году.
Канюк — автор стихов, рассказов, очерков, статей, подготовил к изданию собственный «Букварь» и пособие для учителей «Дидактику» — не были опубликованы. Является автором рассказов: «Пятнадцать лет», «Последний рецепис», «Старый грабарь», «Судьба». В УССР были выпущены его книги: «Буковина под сапогом румынских бояр», «Буковина в румынской неволе».